# Lapidarium

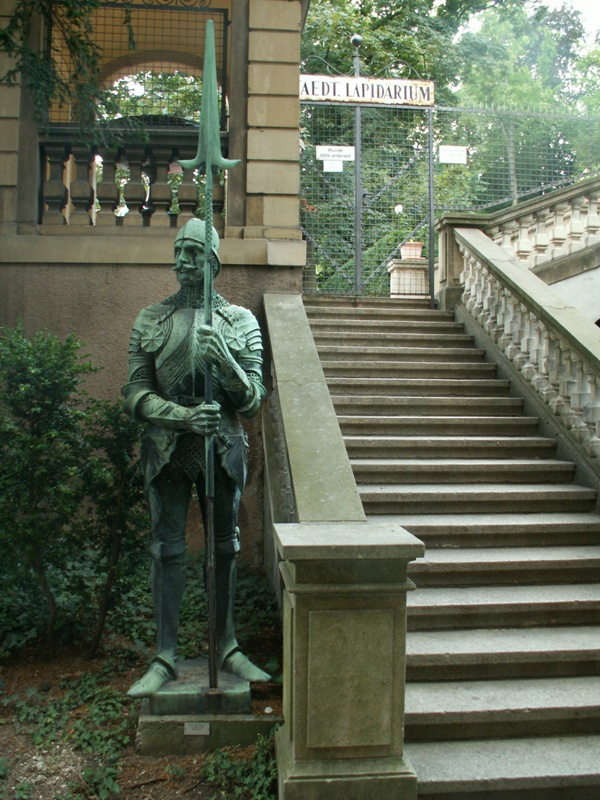
Eingang des Städtischen Lapidariums Stuttgart

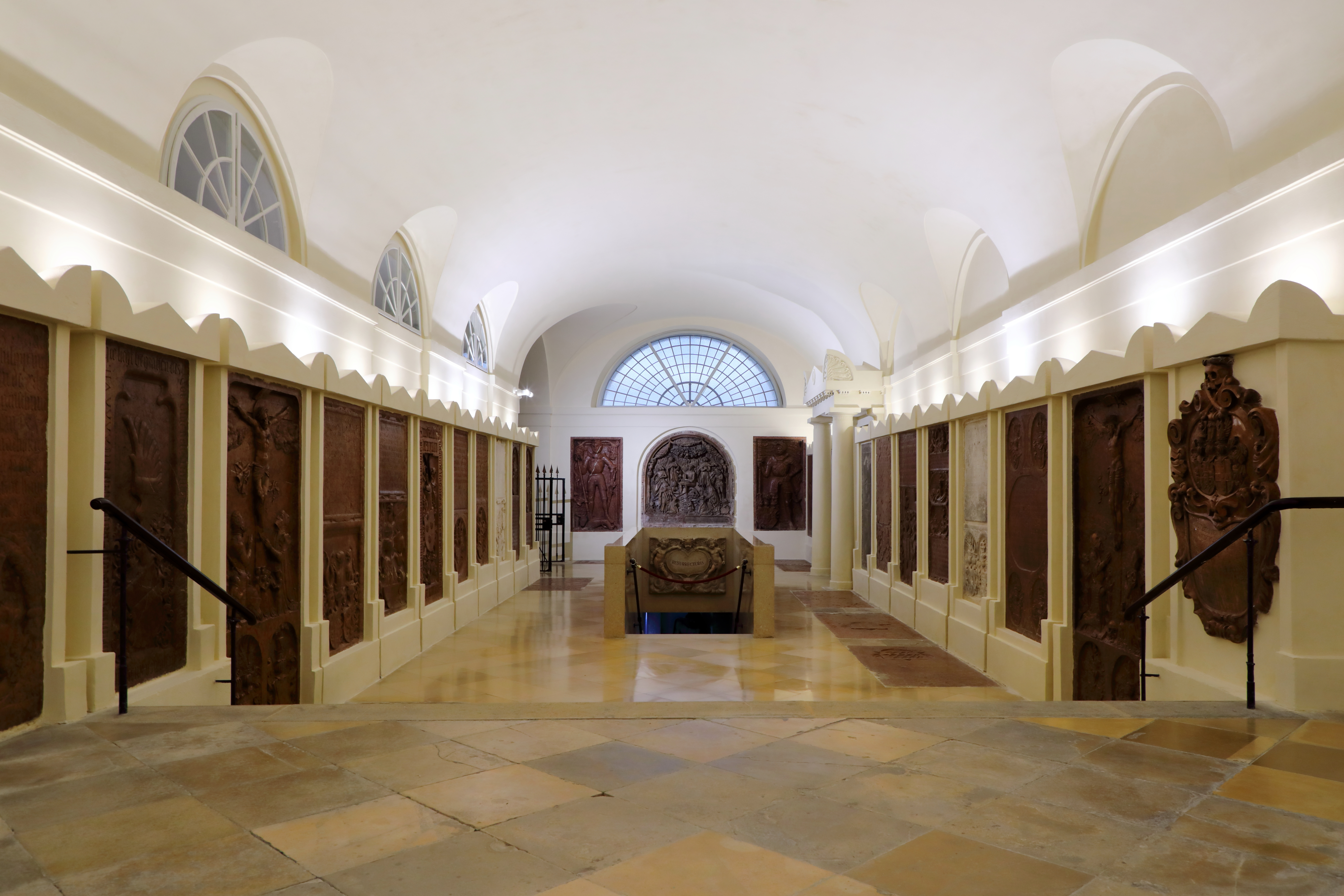
Lapidarium mit Epitaphen im Schottenstift

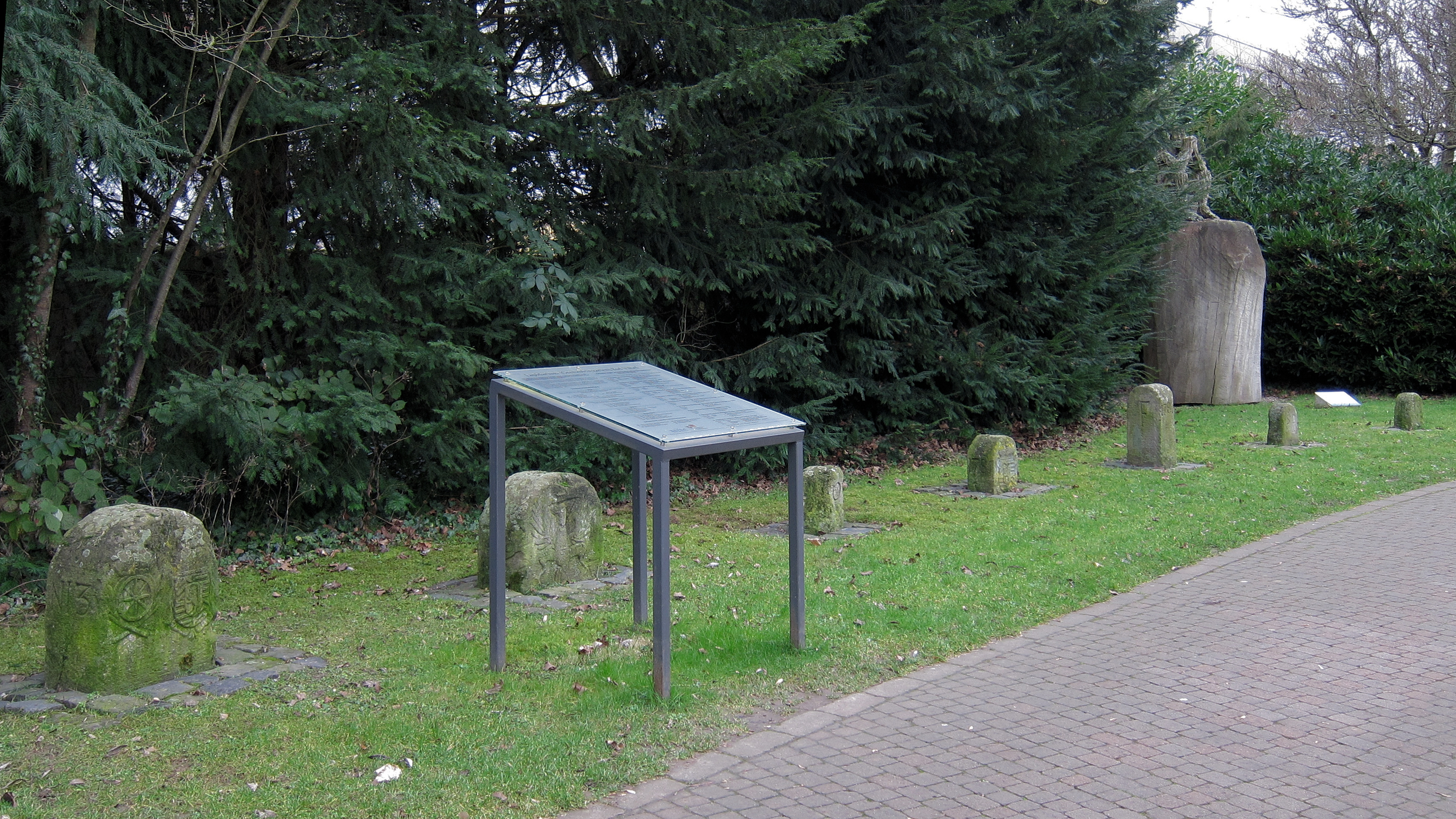
Lapidarium (Grenzsteingarten) in Bad Vilbel

Lapidarium (von lateinisch lapis „Stein“) ist die Bezeichnung für eine Sammlung von Steinwerken, etwa Skulpturen, Sarkophage, Epitaphe, Meilensteine, Grabsteine etc., die oft am Ausgrabungsort ausgestellt sind. Trotz der römischen Bezeichnung werden oft auch Lapidarien aus anderen Epochen bis hin zur Neuzeit zusammengestellt.
Als Lapidarium (Plural: Lapidarien) werden auch die antiken bis mittelalterlichen „Steinbücher“ bezeichnet, in denen unter anderem Schmuck- und Heilsteine aufgeführt wurden.
Beispiele für Lapidarien sind die Augusta Raurica, das Römische Lapidarium des Landesmuseums Württemberg im Neuen Schloss in Stuttgart, das Städtische Lapidarium Stuttgart, das Lapidarium der Stiftskirche St. Gallen (8.–17. Jahrhundert), das Lapidarium auf Schloss Seggau in der Südsteiermark, das Lapidarium der Wallfahrtskirche Maria Saal, das Berliner Lapidarium in Berlin-Kreuzberg, das Lapidarium St. Gertraud in und an der Sankt-Gertraud-Kirche im Magdeburger Stadtteil Salbke und das Lapidarium Willrode bei Erfurt.
Lapidarien sind bis ins späte 19. Jahrhundert als private Sammlungen altertumsbegeisterter bürgerlicher wie auch aristokratischer Sammler entstanden. Häufig sind sie dadurch charakterisiert, dass hier Stücke präsentiert werden, die nicht im Rahmen eines „großen“ Museums präsentiert werden können. Nicht selten ist die Herkunft der Stücke unklar.
Modernere Lapidarien sind als Ausstellung für Funde von archäologischen Grabungen entstanden. Hier stellt das Lapidarium in der Regel nur einen begrenzten Teil eines umfassenderen Ausstellungskonzepts dar; viele Lapidarien sind allerdings nach wie vor nicht (oder nur zeitweise) für die Öffentlichkeit zugängliche, reine Depots.
Eine weitere Gruppe von Lapidarien ist mehr oder weniger an Bauhütten oder hochwertige historische Bauwerke angegliedert entstanden, um die Originale von im Zuge von Bauarbeiten erneuerten Teilen, insbesondere der Bauplastik und Skulpturen im Innenraum (Depot) erhalten zu können. Besonders bei religiös geprägten Bauwerken, wie zum Beispiel Kirchenbauten, lag ein wesentlicher Grund für angegliederte Lapidarien in dem Wunsch, bereits geweihte Bauteile auch dann auf geweihtem Boden zu lagern, wenn sie nicht mehr unmittelbar Verwendung fanden. Diese gelagerten Reste ursprünglicher Bauteile sind heute wichtige Forschungsobjekte für die Gebäude-Archäologie, da sich daran verwendete Materialien, ursprüngliche Beschichtungen oder auch frühe Bearbeitungstechniken studieren lassen.
Die beiden letzten Gruppen sind durch die Nähe zwischen Ausstellungsort und Ursprungsort der Exponate gekennzeichnet.
Dieser historische Aspekt überwiegt heute, ins Lapidarium gelangen mittlerweile überwiegend Originale, die aus konservatorischen Gründen (Verwitterungsgefahr) durch Kopien ersetzt werden. Auch Denkmäler, die aus politischen Gründen entfernt werden (z. B. nach dem Ende der DDR), aufgrund von Baumaßnahmen oder weil das Geld für eine fachgerechte Restaurierung fehlt, gelangen meist ins Lapidarium. Dabei kommt es mitunter aber auch vor, dass im Lapidarium verwahrte Stücke später wieder im öffentlichen Raum aufgestellt werden.